# Grotte de Bolomor
La grotte de Bolomor est un site préhistorique du Paléolithique moyen, dont l'occupation humaine s'étend d'environ 350 000 à 121 000 ans avant le présent (AP). Elle a notamment livré des restes fossiles néandertaliens et des outils lithiques moustériens. Elle est située dans la commune de Tavernes de la Valldigna (comarque de Safor), dans la province de Valence, dans la Communauté valencienne, en Espagne,.

## Situation

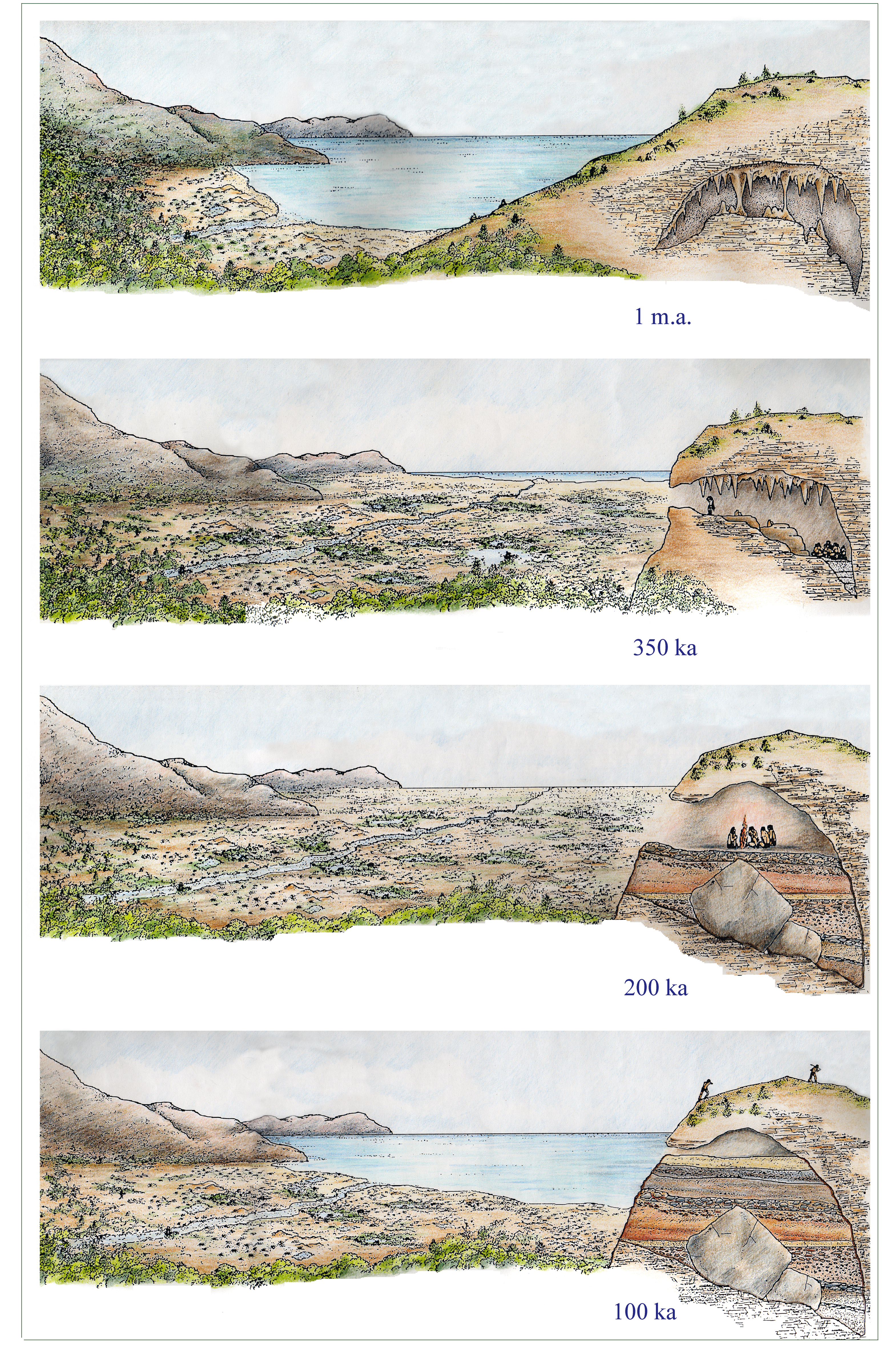
Évolution de la grotte de Bolomor au fil du temps

La grotte de Bolomor se trouve dans la vallée de la Valldigna, délimitée au nord par la chaine de montagnes des Creus, dont les reliefs fortement érodés s'inclinent vers la vallée, et au sud par la chaine de Mondúver. La vallée est recouverte par des sédiments du Pléistocène et s'ouvre à l'est sur un paysage marécageux ponctué de dunes, qui jouxte la plaine côtière méditerranéenne. La grotte de Bolomor se trouve sur le côté droit d'une falaise. C'est une grotte karstique entourée de collines karstifiées. L'entrée actuelle de la grotte surplombe la vallée à une altitude d'environ 100 mètres et offre une vue sur la zone côtière, y compris la ville de Cullera.

## Historique
En 1867, le géologue Juan Vilanova y Piera et le naturaliste Eduardo Boscá explorèrent la cavité et rassemblèrent divers vestiges archéologiques qui furent donnés au Musée archéologique national de Madrid. Les fouilles furent poursuivies à partir de 1880 par le géologue Leandro Calvo, puis par Gabriel Puig y Larraz. En 1913, Henri Breuil visita la grotte en compagnie de Leandro Calvo. Plus tard, en 1923, la Commission du collège des médecins de Madrid explora sans succès la grotte à la recherche de restes humains. En 1932, Lluís Pericot i Garcia y récolta divers vestiges qui finirent à l'Institut de paléontologie humaine de Paris grâce à Henri Breuil. En 1935, une exploitation d'extraction de la pierre lancée sur le site aurait détruit environ 70 % du gisement archéologique.
Le site est fouillé chaque année depuis 1989, sur une période de 30 jours. Les recherches sont financées par le Service de recherche préhistorique de Valence. Les vestiges archéologiques sont déposés au Musée de la préhistoire de Valence.

## Description
À la suite d'effondrements successifs, la grotte ressemble aujourd'hui à un abri sous roche. Elle mesure environ 35 mètres de long, 17 mètres de large et 20 mètres de profondeur, avec un intérieur irrégulier. C'était autrefois une grotte beaucoup plus vaste, avant que son toit s'effondre (probablement en raison d'une activité sismique).

## Stratigraphie
Les fouilles ont mis en évidence 17 couches stratigraphiques, datées d'environ 350 000 à 121 000 ans AP. Trois périodes principales d'occupation ont été reconnues : il y a environ 350 000 ans, d'environ 200 000 à 150 000 ans et il y a 121 000 ans.

## Vestiges humains
Quatre restes fossiles néandertaliens ont été trouvés lors des fouilles commencées en 1989 : un fragment de fibula, deux dents, et l'os pariétal presque complet d'un adulte. Tous sont datés d'environ 130 000 ans AP. L'épaisseur de l'os cortical de la fibula l'attribue à l'Homme de Néandertal.

## Vestiges de faune
Les occupants de la grotte se nourrissaient d'une grande variété d'animaux, notamment des ongulés de toutes tailles, des tortues terrestres et des oiseaux. Des restes de jeunes éléphants apparaissent dans la plupart des couches. On note également la fréquence des restes de lapins portant des marques de découpe. Des proies aussi petites et rapides sont inhabituelles au Paléolithique moyen.
Toutes les proies, y compris les jeunes éléphants, ont dû être remontées par la pente raide donnant accès à la grotte, située à une altitude d'environ 100 mètres.

## Outils lithiques
L'industrie lithique trouvée dans la grotte était orientée vers la production d'éclats, qui étaient régulièrement réaffutés. Aucun biface acheuléen n'a été trouvé, ce qui indique que l'occupation de la grotte se situe entièrement au Paléolithique moyen. La grotte de Bolomor est l'un des nombreux sites européens qui attestent de l'usage de la méthode Levallois, une technique de taille associée au Moustérien, comportant une réduction longue et complexe d'un nucléus destinée à produire des éclats de forme prédéterminée. Des grattoirs et des outils denticulés alternent selon les couches.
Quinze foyers ont été identifiés, dont l'âge s'échelonne entre 250 000 et 120 000 ans. Certains d'entre eux étaient entourés de pierres.